# Ураково (Чувашия)
Ура́ково (чув. Уракӑв) — деревня в Мариинско-Посадском муниципальном округе Чувашии. С 2004 до 2023 года входила  в состав Приволжского сельского поселения. Расположена на правом берегу реки Волга между деревнями Пущино и Шульгино на восточной границе Мариинско-Посадского муниципального округа.

## География
Чувашская республика, Мариинско-Посадский район, Приволжское сельское поселение.
Находится на восточной границе Мариинско-Посадского района на правом берегу реки Волга между двумя оврагами (примерно в 2 км к югу от деревни Пущино и в 1,5 км к северу от деревни Шульгино и примерно в 7 км к востоку от деревни Нерядово, центра Приволжского сельского поселения), высота над уровнем моря 63 м.

## История и современность
С древних времён жители деревни занимались рыболовством, готовили свежую, соленую, вяленую рыбу таких видов как лещ, судак, сом, жерех, стерлядь, щука, чехонь. В деревне отмечают такие праздники как День пожилого человека, День деревень, Святки после Рождества, Масленица, здесь выступают местные коллективы народного творчества (хоры и другие).

## Население
По состоянию на 1.01.2011 года в деревне Ураково насчитывается 40 постоянных хозяйств и 70 человек постоянного населения.
| 2010 | 2012 | 2013 |
| ---- | ---- | ---- |
| 70   | →70  | →70  |

## Инфраструктура
Функционирует СХПК «Волга» (по состоянию на 2010 год), имеется фельдшерский пункт.
Улицы
В настоящий момент деревня Ураково состоит из 2 улиц:
- Набережная ул.
- Смольникова ул.

## Известные жители и уроженцы
- Покровский, Александр Александрович (художник)
- Смольников, Александр Данилович, лётчик, который повторил подвиг Виктора Талалихина, совершив таран, и в честь которого названа одна из улиц деревни[19].

## Экология
В 1996 году с целью сохранения и изучения одной из крупнейших колоний серых цапель в Чувашской Республике рядом с деревней Ураково в 4 квартале Марпосадского лесничества Марпосадского лесхоза был образован государственный орнитологический заказник «Ураковская колония серых цапель» площадью 55 га. В разные годы в ней было до 140 гнездящихся пар. В 1999 году он был включён в состав государственного природного заказника «Водолеевский» республиканского значения площадью 151,9 гектара.
- Серая цапля